# Dương Thanh Thuận
Dương Thanh Thuận (chữ Hán: 楊清順, tiếng Anh: Yang Ching Shun) (3 tháng 4 năm 1978 – 6 tháng 12 năm 2023) là một cơ thủ chuyên nghiệp Đài Loan. Anh có biệt danh là "Con trai của bi-a" (Son of Pool). Tuy vậy, Dương chưa lần nào thắng một giải quốc tế như những người đồng hương Triệu Phong Bang và Ngô Già Khánh.

## Tiểu sử
Dương sinh tại Cao Hùng, Đài Loan. Anh bắt đầu chơi bi-a từ khi học cấp 1 và sớm bộc lộ năng khiếu trong lĩnh vực này. Anh được mẹ ủng hộ chơi bi-a và nhanh chóng bỏ học để theo nghiệp bi-a.
Năm 16 tuổi Dương có trận đấu chuyên nghiệp đầu tiên và đã nhanh chóng gây ấn tượng mạnh khi đánh bại tay cơ số 1 thế giới lúc bấy giờ là Francisco Bustamante.
Dương Thanh Thuận nhanh chóng nổi tiếng và được Triệu Phong Bang, tay cựu vô địch thế giới cũng sinh ra tại Cao Hùng nhận làm học trò. Dưới sự dẫn dắt của Triệu, Dương đã tiến bộ rất nhiều. Hiện nay Dương được cho là tay cơ có cú nhảy bi xuất sắc nhất thế giới.
Dương Thanh Thuận cũng chính là người đã kèm cặp Ngô Gia Khánh, người trẻ tuối nhất từng là vô địch một giải bi-a thế giới.
Tuy gặt hái được nhiều thành công tại các giải đấu trong Châu Á và được đặt nhiều kì vọng trong các giải đấu ngoài châu lục, Dương chưa bao giờ thực sự thành công ở giải vô địch bi-a quốc tế. Điều này phần nhiều được lý giải bởi tính cách của Dương. So với các tay cơ khác, Dương ít ồn ào và nhút nhát hơn cả. Anh ít khi trả lời phỏng vấn báo chí cũng như ăn vận lòe loẹt. Tuy nhiên, chính tính cách này đã khiến cho anh ít gây được áp lực lên đối thủ trong những trận đấu quyết định.
Tuy vậy, Dương Thanh Thuận vẫn được coi là tay vợt có nhiều tiềm năng trở thành nhà vô địch thế giới nhất và là đại diện xuất sắc nhất của bi-a Đài Loan thời điểm hiện tại . Dương được đặt biệt danh là 'Con trai của bi-a." Dương xứng đáng với biệt danh này khi anh đã đánh bại rất nhiều nhà vô địch bi a thế giới như Mika Immonen, Ralf Souquet, Triệu Phong Bang và Efren Reyes.

## Thành tích
- 2007 WPA Asian Nine-ball Tour, Vô địch tại Singapore
- 2007 WPA Asian Nine-ball Tour, Vô địch tại Thượng Hải
- 2007 WPA Asian Nine-ball Tour, Vô địch tại Cao Hùng
- 2007 Vô địch Money Game King Showdown
- 2006 Vô địch Super Cup
- 2005 WPA Asian Nine-ball Tour, Vô địch tại Cao Hùng
- 2005 WPA Asian Nine-ball Tour, Á quân tại Indonesia và Philippines
- 2005 Vô địch Motolite Invitational
- 2004 WPA Asian Nine-ball Tour, Vô địch tại Hồng Kông
- 2004 Vô địch Taiwan 7th Annual Professional Pool Grand Championship
- 2003 WPA Asian Nine-ball Tour, Vô địch tại Singapore
- 2002 Vô địch World All Stars Pro Ranking
- 2002 Huy chương đồng World Pool League
- 2002 Huy chương đồng World Pool Championship
- 2002 Vô địch nội dung bi-a 9 bóng tại Aían Games, Busan.
- 2001 Vô địch World Games, Akita
- 1998 Vô địch nội dung bi-a 9 bóng tại AsianGames, Bangkok.
- 1998 Á quân nội dung bi-a 8 bóng đôi nam cùng Triệu Phong Bang tại Asian Games, Bangkok
- 1997 Vô địch World All-star championship
- 1996 Vô địch All Japan Championship